# Hr. Søkildes rum
Hr. Søkildes rum er en dansk dokumentarfilm fra 2013.

## Handling
Med en legende tilgang til portrætgenren introducerer filmen tilskuerne til kunstneren Morten Søkildes liv gennem små intime øjeblikke. Der er ikke nogen forklarende historiefortælling, så det er op til den enkelte tilskuer at skabe sammenhæng i deres oplevelse med filmen.